# Alter Friedhof (Syke)
Der Alte Friedhof Syke liegt in der Kernstadt Syke im Landkreis Diepholz in Niedersachsen. Er war von 1837 bis zum Jahr 1915 der Begräbnisplatz für die Verstorbenen aus der Kirchengemeinde Syke.

## Beschreibung
Der maximal ca. 85 Meter lange und ca. 80 Meter breite Friedhof liegt am nördlichen Ortsrand direkt an der östlich verlaufenden B 6 (= „Herrlichkeit“) zwischen den Häusern Nr. 55 und Nr. 57 gegenüber dem 425 ha großen Waldgebiet Friedeholz. Unweit westlich fließt die Hache.
Auf dem Friedhof befindet sich die Grabstätte von Franz August Heinrich Albrecht (1766–1848) und seiner dritten Frau Henriette Wilhelmine Charlotte. Albrecht war Oberamtmann in Syke, er ist der Ururgroßvater der Politikerin (CDU) Ursula von der Leyen, seit 2019 Präsidentin der Europäischen Kommission.

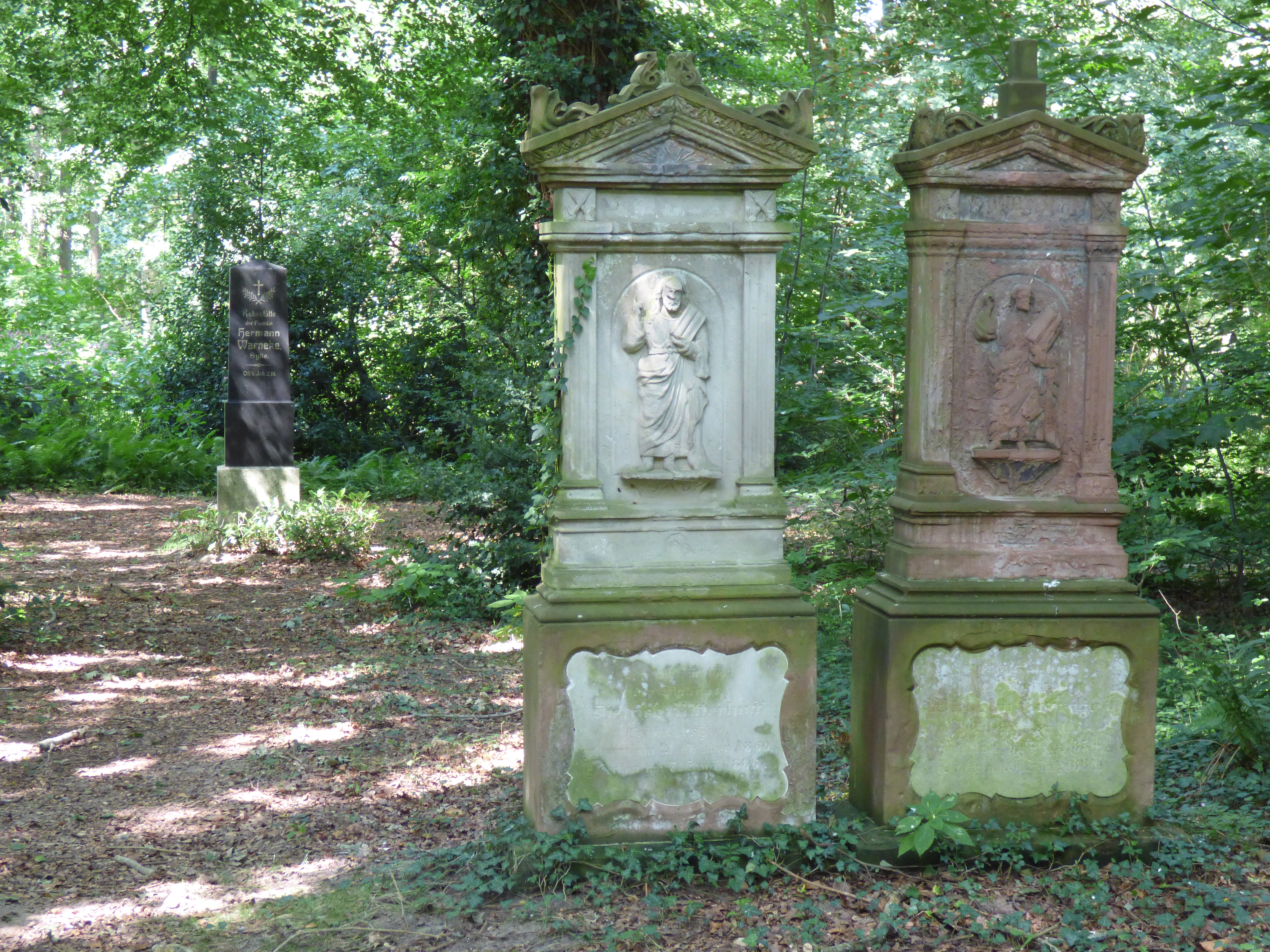
Alter Friedhof Syke
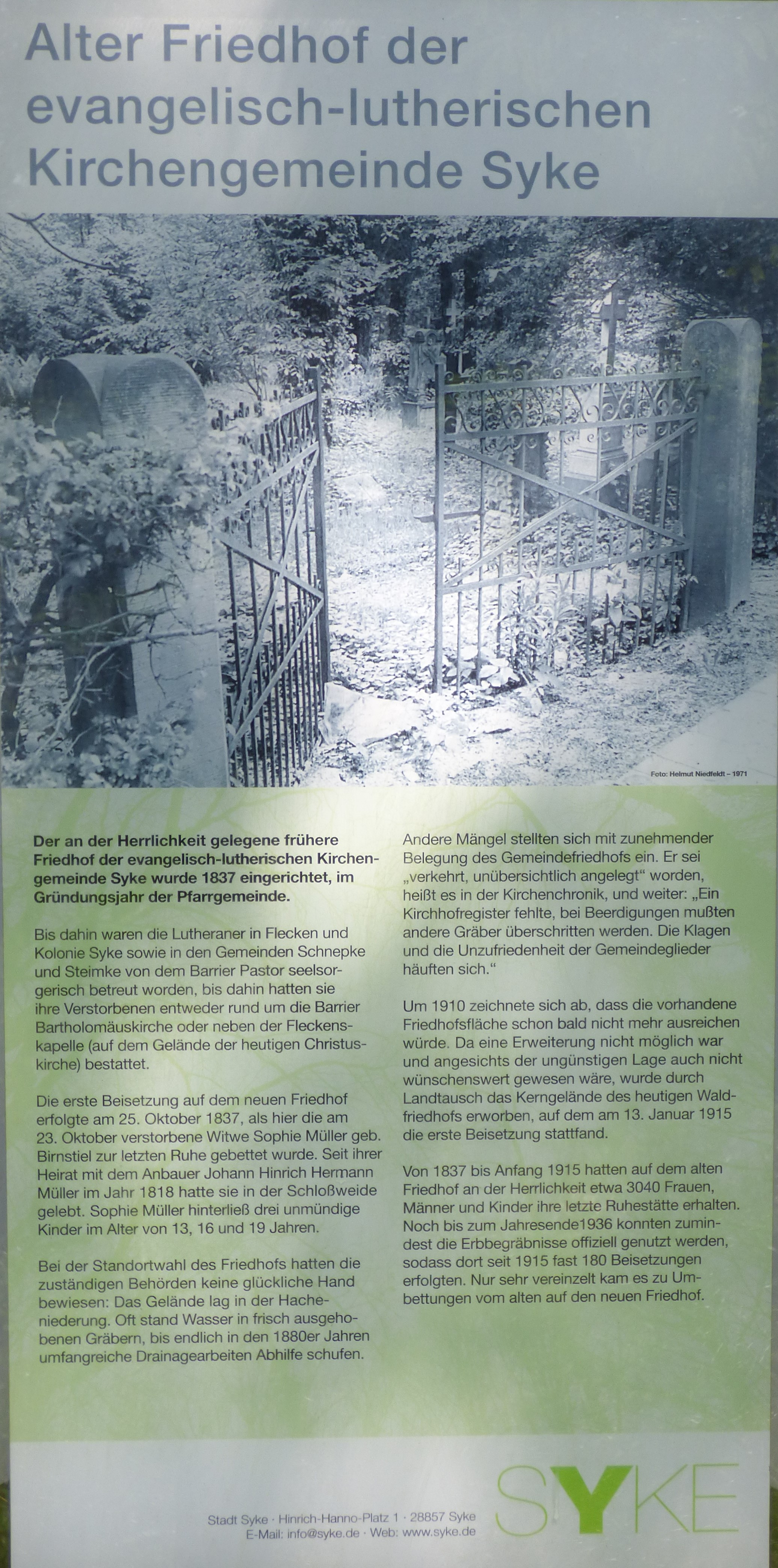
Infotafel I
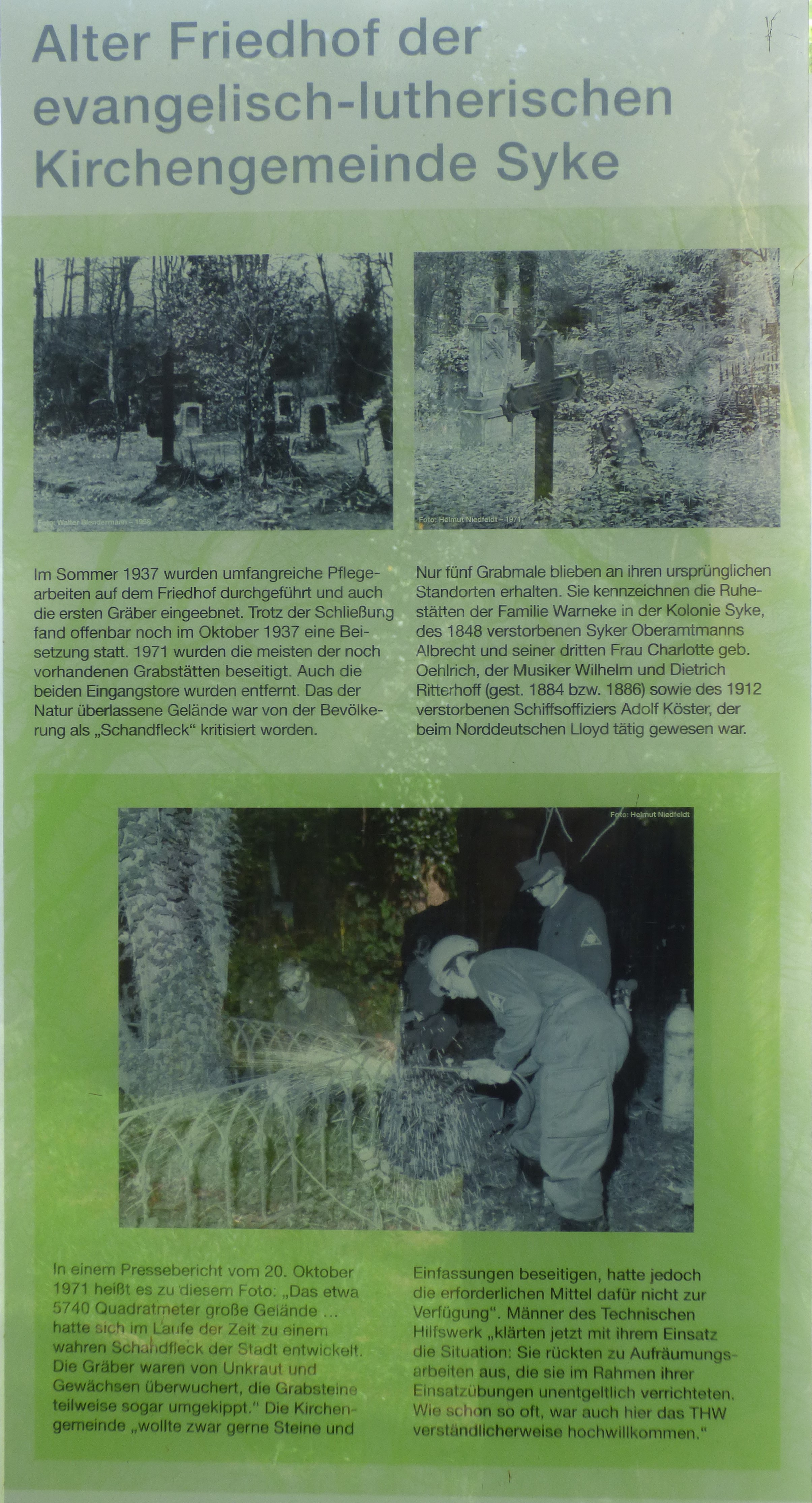
Infotafel II
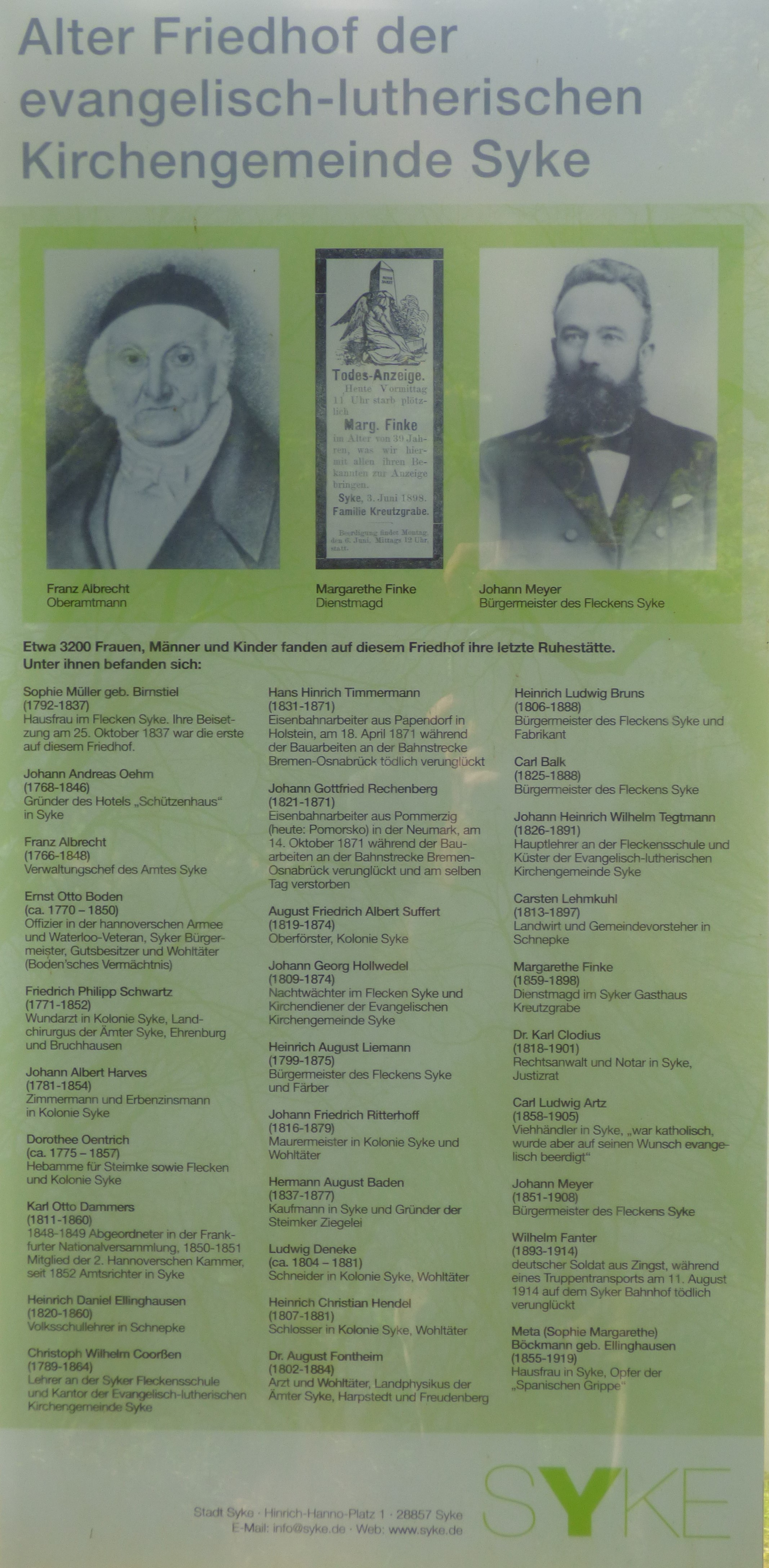
Infotafel III

## Geschichte
Der Friedhof wurde 1837 angelegt und 1915 geschlossen. Vorgängerfriedhof war ein kirchlicher Friedhof bei der 1704/05 errichteten Kirche. Nachfolger-Friedhof ist der Waldfriedhof Syke. Die erste Beerdigung auf diesem Friedhof fand im Februar 1915 statt.